# Hippalectryon
Vous lisez un « article de qualité » labellisé en 2010.
L’hippalectryon ou hippalektryon (en grec ancien ἱππαλεκτρυών / hippalektruốn) est une créature hybride fantastique de la Grèce antique. Sa partie antérieure est celle d'un cheval et sa partie postérieure celle d'un coq, ailes, queue et pattes comprises. Il porte un plumage jaune ou roux selon les traductions. Les mythes et légendes qui pourraient lui être rattachés restent inconnus.
Cette créature peu commune apparaît sur une centaine d'objets d'art antique grecs, le plus ancien datant du IXe siècle av. J.-C. On le retrouve plus fréquemment au VIe siècle av. J.-C. dans la peinture sur vase ou plus rarement en sculpture, monté par un jeune cavalier désarmé. Il orne probablement quelques pièces de monnaie antiques. Au Ve siècle av. J.-C., il est mentionné par Eschyle et surtout par Aristophane, qui en fait l'une de ses injures préférées.
Sa fonction demeure assez mystérieuse : comme bête apotropaïque et prophylactique, il pourrait avoir été consacré à Poséidon et chargé de protéger les navires ; d'autres études y voient une bête grotesque amusant les enfants, ou une simple décoration fantastique sans fonction particulière.

## Étymologie
Le terme « hippalectryon », parfois écrit « hippalektryon » selon les transcriptions, est directement issu du grec ancien ἱππαλεκτρυών, lui-même issu de la combinaison de ἵππος / híppos, qui signifie « cheval », et de ἀλεκτρυών / alektryốn, qui signifie « coq ». Il s'agit donc d'un nom mettant en relief la double nature de cette créature hybride. Le terme semble avoir été utilisé pour la première fois par Eschyle dans une pièce perdue, Les Myrmidons, ; l'utilisation comique qui en est faite par Aristophane dans Les Grenouilles suggère qu'à la fin du Ve siècle av. J.-C., la plupart des habitants d'Athènes n'avaient jamais entendu parler de cette créature.

## Description
L'hippalectryon est décrit dans les textes d'Eschyle et d'Aristophane avec l'adjectif xouthos, dont le sens précis est déjà probablement perdu dans l'Antiquité, généralement traduit comme « de couleur jaune », « couleur de feu », « roux », voire « auburn » selon les traductions ; une scholie de La Paix l'explique ainsi comme « ayant les ailes pourpres ».
Aristophane se moque de l'allure disgracieuse de cette créature. Il ne possède ni mythe ni légende attachés. Les représentations artistiques permettent d'avoir une idée de l'apparence de cet animal hybride. Toute sa partie antérieure est celle d'un cheval, ce qui inclut la tête, l'encolure et les deux membres antérieurs. Le corps et la partie postérieure sont celles d'un coq, avec les ailes, la queue et les pattes postérieures. L'entrée du dictionnaire d'Hésychios d'Alexandrie mentionne qu'il existerait trois types d'hippalectryons : un coq géant, un vautour géant et une créature fabuleuse proche des griffons peints sur les tissus de Perse. Il semble y avoir de nombreuses confusions car les textes peuvent faire également référence à un cheval, un blason et un monstre marin. L'hippalectryon est un hybride composé des éléments de deux animaux comme il en existe beaucoup d'autres dans la mythologie grecque, bien qu'ils combinent généralement les attributs d'un animal et d'un humain, tels le centaure, le minotaure ou la sirène.

## Représentations artistiques

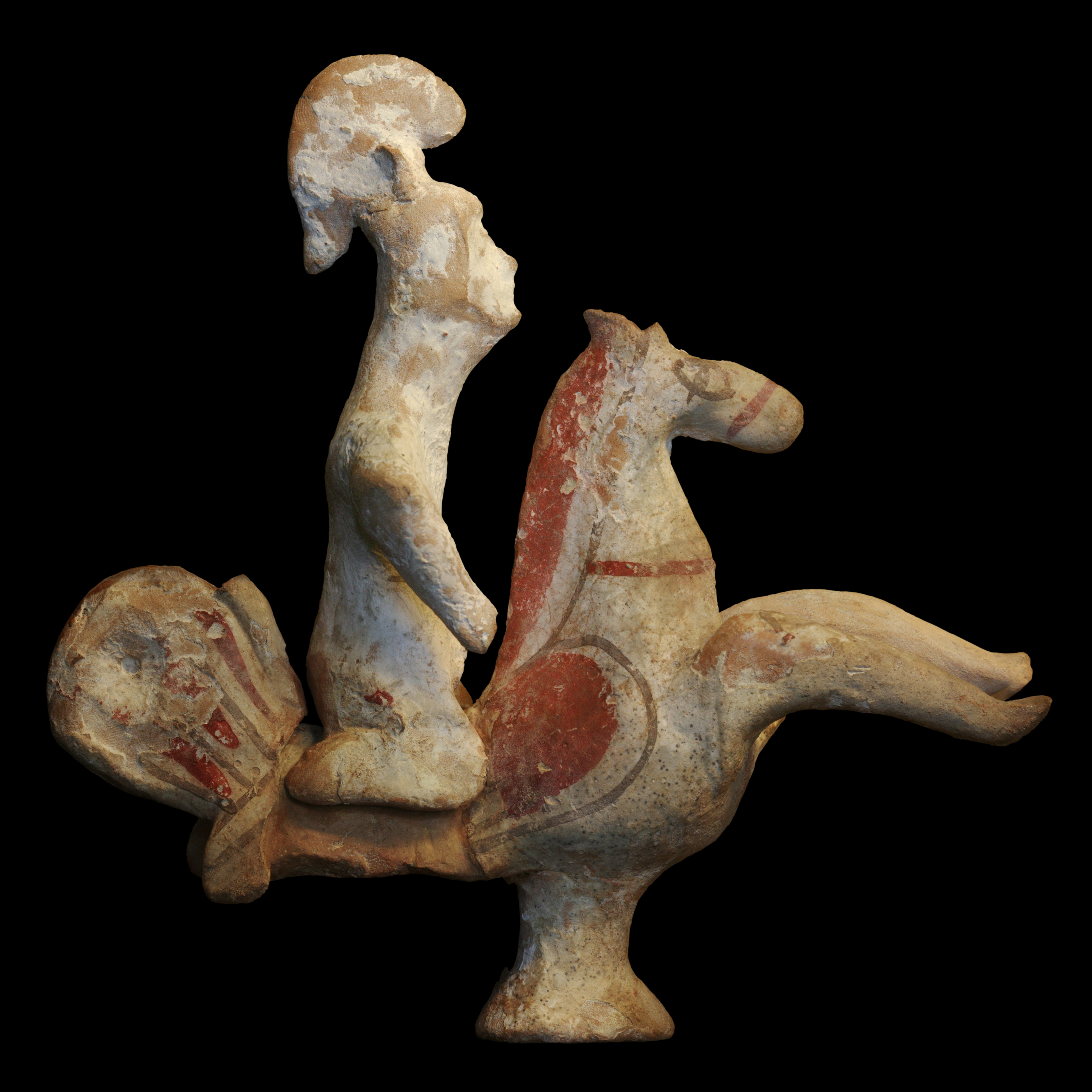
Guerrier chevauchant un hippalectryon, figurine en terre cuite de Thèbes, 500-470 av. J.-C., musée du Louvre

Les artistes n'avaient apparemment aucun terme pour désigner les représentations des hippalectryons avant l'utilisation du mot par Eschyle. Il devient un motif fréquent à partir de 575 jusqu'à 480 av. J.-C., où il est généralement représenté monté par un jeune cavalier désarmé : en 1998, on comptait environ 85 représentations artistiques de l'hippalectryon, principalement des poteries, des objets en bronze et des sculptures.
Ce motif ne serait pas forcément une création de l'antiquité grecque. Une analyse des textes d'Aristophane suggère qu'il serait issu du Moyen-Orient. Les costumes portés par les personnages représentés sur les poteries semblent asiatiques. L'origine perse est en effet évoquée par Aristophane, par ailleurs, le coq est un animal sacré dans la culture perse. Les avis divergent et d'autres sources indiquent toutefois que ce motif n'est pas oriental. Les animaux hybrides de Mésopotamie et de Grèce sont proches sur bien des points.
La plupart des représentations de figures hybrides semblent être arrivées en Grèce par l'Est bien qu'on ne retrouve aucune représentation de l'hippalectryon en Égypte ou dans l'art du Moyen-Orient. Les hybrides forment un thème artistique populaire dans les sculptures et sur les vases archaïques grecs. Contrairement aux autres hybrides tels le griffon, le sphinx et le centaure, l'hippalectryon ne connait pas de représentations pérennes dans l'art grec, probablement en raison de sa « monstruosité évidente ».

### Céramiques

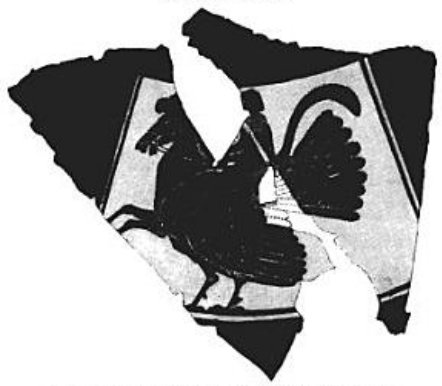
Représentation d'un hippalectryon sur un vase étrusque, publiée dans le Harper's New Monthly Magazine en 1882.

La plus ancienne représentation d'un hippalectryon qui nous soit parvenue date du IXe siècle av. J.-C. ; il s'agit d'un askos trouvé à Cnossos. Les représentations sur céramique se développent surtout à la fin de la période archaïque. La créature apparaît (presque uniquement) sur des vases attiques à figures noires et pourrait être selon le site internet Theoi un début de représentation du célèbre cheval ailé Pégase. Certaines de ces peintures sur vase sont visibles au musée du Louvre, qui possède aussi un alabastre grec orné de deux protomés de chevaux aux queues d'oiseaux. À Bonn, une amphore tyrrhénienne à l'hippalectryon est visible. Parmi un ensemble d'art étrusque, un alabastre orné d'une figure évoquant fortement l'hippalectryon a été retrouvé, mais il s'agirait plus vraisemblablement du cheval ailé de Corinthe.

### Gravures, sculpture et autres objets d'art
On trouve aussi des hippalectryons sur des pierres gravées de basse époque. Ils diffèrent des représentations de l'art ionien et attique du VIe siècle av. J.-C., mais la tête de cheval, les pattes et la queue de coq y figurent. Un marbre d'hippalectryon monté (d'après le musée, la seule représentation connue de cette créature en sculpture) est exposé au musée de l'Acropole d'Athènes. Retrouvé en 1887, il y manque la tête, la majeure partie du cou, la queue et le bout des ailes, les pieds du cavalier, ainsi que le support. Des traces de couleur sur la crinière de l'hippalectryon indiquent qu'il était originellement coloré de sombre, du moins à cet endroit. Il est possible que le cavalier soit le dieu Poséidon, patron de la cavalerie grecque.
Une boucle d'oreille du VIe siècle av. J.-C., d'origine attique, présente un décor de granulation avec un bateau et un hippalectryon perché sur celui-ci.

### Numismatique
Cinq pièces représentant un hippalectryon, ou peut-être Pégase, ont été retrouvées dans le trésor de Volterra, parmi 65 pièces de monnaie très anciennes contenues dans un récipient de pâte noire déterré en 1868 près des murailles de Volterra. Par ailleurs, le cheval est, avec les rapaces et le sanglier, l'animal le plus souvent représenté sur les monnaies gauloises. L'aigle et le cheval sont parfois combinés pour former un motif rappelant celui de l'hippogriffe et l'une de ces monnaies gauloises représente clairement un cheval à queue d'oiseau, très proche de l'hippalectryon grec.

## Rôle et symbolisme

Silhouette d'un hippalectryon tel que représenté sur les poteries grecques.

Il existe très peu d'études pour expliquer quelle fonction tenait l'hippalectryon en Grèce antique. P. Perdrizet a publié une vingtaine de pages dans le numéro 6 de la Revue des Études Anciennes, en 1904, où il signale qu'une statue d'hippalectryon pourrait avoir été sculptée pour commémorer un exploit naval. Le personnage d'Eschyle, dans Les Grenouilles d'Aristophane, explique en effet qu'on peignait ce motif sur les galères dans l'ancien temps, ce qui pourrait indiquer que l'hippalectryon se voyait attribuer des vertus magiques destinées à protéger les navires, et pourrait avoir été associé au dieu Poséidon, qui par ailleurs règne sur la mer et les chevaux.
Selon un travail d'interprétation effectué sur Les Grenouilles d’Aristophane, l’hippalectryon devait également être un motif fréquemment peint sur des boucliers puisqu'on a retrouvé un vase à figures rouges sur lequel cette créature orne un bouclier d'Athéna, probablement parce qu'elle avait une signification apotropaïque et prophylactique, c'est-à-dire de protection contre les ennemis et les maladies. Le coq est, en effet, la bête prophylactique par excellence, un symbole solaire qui met les démons en fuite grâce à son chant qui résonne quand vient le jour. Quant au cheval, en particulier le cheval ailé, il s'agit d'un symbole funéraire et d'un guide pour les âmes des morts (psychopompe). L'apparence laide et grotesque de cette créature aurait eu pour fonction de faire rire et ainsi d'écarter le mal.
Selon l'helléniste Jean Richer, le coq, qui est pour les Grecs un « oiseau persan », a été très tôt considéré comme la représentation symbolique du signe zodiacal du Lion, signe solaire par excellence ; l'hippalectryon qui associe l'aspect et l'avant-train de Pégase (le cheval ailé), et la queue du coq, représente l'axe solsticial Lion-Verseau, le Verseau étant signe d'air, ce que précisent les ailes de Pégase. Cette interprétation serait corroborée par plusieurs monuments où sont figurés des hippalectryons (plaque d'Éleuthère au British Museum, amphore de Munich, amphore attico-corinthienne du Musée Universitaire de Bonn, et monnaie de Lampsaque, ville située sur l'axe Lion-Verseau dans le système centré sur Sardes).
Une autre piste d'interprétation sur les sculptures représentant l'hippalectryon chevauché par un jeune homme voudrait qu'il s'agisse d'un jouet destiné aux enfants, tout comme celles qui représentent des dauphins chevauchés. Les créatures hybrides et chimériques, ichthyocentaures et griffons aux côtés de l'hippalectryon, servaient d'ornements pour les édifices dédiés aux dieux et permettaient aux artistes de montrer leur habileté tout en créant des figures propres à ravir le regard. Il semblerait que l'hippalectryon n'ait, dans ce sens, pas d'autre fonction que celles d'un être de décoration purement imaginaire et fantastique.

## Mentions dans les textes grecs
Cette créature n'a pas de mythe ni de légende connus qui lui soient rattachés et n'est mentionnée que quatre fois dans la littérature attique,. Eschyle est le premier à en parler : dans un fragment de sa tragédie Les Myrmidons (Ve siècle av. J.-C.), il décrit un navire orné d'un « cheval-coq couleur de feu ». « Hippalectryon » est l'une des injures préférées d'Aristophane. Il l'emploie dans La Paix en 421 av. J.-C., dans Les Oiseaux en 414 et dans Les Grenouilles en 405, où Dionysos et Euripide raillent Eschyle pour avoir parlé de l'hippalectryon. Il précise aussi qu'à son époque, soit à la fin du Ve siècle av. J.-C., la plupart des habitants d'Athènes n'avaient jamais entendu parler de cette créature. Chez Aristophane, le terme d'Hippalectryon est utilisé en partie comme une injure, et d'autre part pour désigner un animal mythique, comme le Tragelaphos (« capri-cerf »).

« L'hippalectryon jaune-brun attaché [sur le navire], fruit d'un laborieux travail de peinture, se répand goutte-à-goutte »

— Eschyle, Les Myrmidons, fragment 61

« (…) plus que quand je vois un taxiarque haï des dieux, ayant trois aigrettes et une robe de pourpre des plus voyantes, qu'il dit être une teinture de Sardes. Mais s'il lui faut combattre, vêtu de cette robe, alors il se teint lui-même en teinture de Cyzikos : il est le premier à fuir comme un hippalectryon jaune, en agitant ses aigrettes ; et moi, je reste à veiller aux filets. »

— Aristophane, La Paix

« Ainsi, avoir des ailes, n'est-ce pas ce qu'il y a de plus précieux ? Et, de fait, Diitréphès, qui n'a que des ailes d'osier, a été élu phylarque, puis hipparque : sorti de rien, il s'est élevé très haut, et il est aujourd'hui un hippalectryon aux plumes jaunes. »

— Aristophane, Les Oiseaux

« Euripide : Ce n'étaient que Scamandre, abîmes, aigles à bec de griffon sculptés sur l'airain des boucliers, mots guindés à cheval, pas commodes à saisir.
Dionysos : De par les dieux ! il m'est arrivé, à moi, de veiller une grande partie de la nuit, cherchant son hippalectryon jaune, quel oiseau c'était !
Eschyle : Ignorant, c'était comme un emblème sculpté sur les vaisseaux.
Dionysos : Moi, je croyais que c'était le fils de Philoxène, Éryxis.
Euripide : Était-il donc nécessaire de mettre un coq dans des tragédies ?
Eschyle : Et toi, ennemi des dieux, dis-nous ce que tu as fait.
Euripide : Chez moi, j'en atteste Zeus ! Jamais comme chez toi d'hippalectryons, ni de capricerfs (tragelaphos), comme on en dessine sur les tapis médiques. »

— Aristophane, Les Grenouilles
Dans la tragédie de Prométhée (Prométhée enchaîné, Prométhée délivré et Prométhée porte-feu), le dieu Neptune est décrit chevauchant un oiseau à quatre pieds qui pourrait être un hippalectryon.

## Culture populaire
L'hippalectryon n'est que très peu mentionné dans les œuvres modernes. Toutefois, les comptines de ma mère l'Oye contiennent (dans la version anglaise de ma mère l'Oye), une ritournelle parlant d'un cheval-coq :
| Roundelay Ride on a cock-horse To Banbury cross To see an old woman Ride on a white horse; Rings on her fingers, Bells on her toes, She shall have music Wherever she goes. | Ritournelle Chevauche un cheval-coq Jusqu'au carrefour de Banbury Pour voir une vieille femme Chevaucher un cheval blanc ; Des bagues à ses doigts, Des cloches à ses orteils, Elle aura de la musique Partout où elle ira. |

Le « cheval-coq » de cette ritournelle et l'hippalectryon antique n'ont pas de liens établis, même si l'existence de ce dernier peut laisser supposer que la ritournelle anglaise possède une origine ancienne. Dans le roman La Bataille du labyrinthe appartenant à la saga Percy Jackson, les hippalektryons vivent dans le ranch de Géryon, mais sont réputés appartenir à une espèce éteinte.